# Eglom
Eglom (em hebraico: עֶגְלוֹן), no Antigo Testamento da Bíblia, foi um rei de Moabe, morto pelo juiz Eúde.

## História na Bíblia
Israel teve liberdade por quarenta anos, até a morte de Otniel,  porém depois disso os filhos de Israel voltaram a pecar, e Jeová fortaleceu Eglom, rei dos moabitas.
Eglom, aliado aos amonitas e amalequitas, derrotou Israel, tomou a cidade das palmeiras, e oprimiu Israel por dezoito anos.
Os israelitas pediram um salvador a Jeová, que foi Eúde, da tribo de Benjamim. Eúde foi escolhido para levar o tributo de Israel a Eglom.
Ele levou escondido um punhal, e, após pagar o tributo, disse que havia uma mensagem secreta para o rei. Quando Eúde ficou sozinho com Eglom, disse que tinha uma palavra da parte de Deus, ao que Eglom se levantou. Eúde, então, com a mão esquerda tirou o punhal da coxa direita, e cravou no ventre do rei, porém a gordura fechou-se sobre o punhal, e saíram fezes.  Eúde trancou a porta da sala e disse aos servos do rei que ele estava defecando.
De volta a Israel, em Efraim, Eúde tocou as trombetas e reuniu os israelitas, dizendo que Jeová havia entregue a eles os moabitas, e tomou os vaus do Jordão. Na guerra, morreram dez mil moabitas.
Eúde matou Eglom e livrou Israel do pagamento desses tributos, e fugiu para as montanhas de Efraim, onde reuniu um exército para vencer os moabitas que tentassem atravessar o rio Jordão.
Assim, Israel alcançou um período de paz por 80 anos. O próximo juiz foi Sangar

## Família segundo o Midras
Segundo o Midras, Eglom era filho de Balaque, rei dos moabitas que mandou o profeta Balaão amaldiçoar Israel. Ele foi o pai de Rute e Orfa; segundo a tradição, como prêmio por ele ter se levantado ao ouvir o nome de Deus, ele se tornou ancestral do rei Davi.